# Danh sách đĩa nhạc của Modern Talking
Đây là Danh sách đĩa nhạc của Modern Talking.

## Albums
- 1985 The First Album (Ariola) [#1 Đức, #6 Nam Phi, #8 Hà Lan]
- 1985 Let's Talk About Love (Hansa Records) [#2 Đức, #17 Hà Lan]
- 1986 Ready for Romance (Hansa Records) [#1 Đức, #19 Pháp, #76 Anh Quốc]
- 1986 In the Middle of Nowhere (Hansa Records) [#1 Đức]
- 1987 Romantic Warriors (Hansa Records) [#3 Đức]
- 1987 In the Garden of Venus (Hansa Records) [#35 Đức, #1 Turkey]
- 1998 Back for Good (Ariola) (BMG) [#1 Đức, #1 Nam Phi, #3 Hà Lan, #9 Italia, #1 châu Âu, #2 Thế giới]
- 1999 Alone (BMG International) [#1 Đức, #1 Argentina, #5 Thuỵ Điển, #9 Hàn Quốc, #11 Pháp, #13 Tây Ban Nha, #17 Nam Phi, #6 châu Âu, #8 Thế giới]
- 2000 Year of the Dragon  (BMG International) [#3 Đức, #4 Thuỵ Sĩ, #5 Áo, #10 châu Âu]
- 2001 America (BMG International) [#2 Đức, #10 Thuỵ Sĩ, #7 Áo, #9 châu Âu]
- 2002 Victory (BMG) [#1 Đức, #14 Thuỵ Sĩ, #7 Áo, #20 Argentina, #9 châu Âu]
- 2003 Universe (BMG) [#2 Đức, #25 Thuỵ Sĩ, #10 Áo, #11 châu Âu]
- 2003 The Final Album (compilation, BMG) [#3 Đức, #1 Nam Phi, #14 châu Âu]

## Đĩa đơn
- 1984 You're My Heart, You're My Soul [#1 Đức, #56 ANH QUốC, #2 Nam Phi, #1 Liban, #15 Nhật Bản] [8 mil. sales]
- 1985 You Can Win if You Want [#1 Đức, #1 Liban, #70 ANH QUốC, #10 Nam Phi]
- 1985 Cheri, Cheri Lady [#1 Đức, #1 Liban, #1 Israel, #7 Italia, #1 Hồng Kông, #1 Hy Lạp]
- 1986 Brother Louie [#1 Đức, #4 Anh Quốc, #1 Liban, #34 Canada]
- 1986 Atlantis is Calling (SOS for Love) [#1 Đức, #1 Tây Ban Nha, #3 Liban, #4 Italia, #55 Anh Quốc]
- 1986 Geronimo's Cadillac [#3 Đức, #1 Tây Ban Nha, #23 Italia]
- 1986 Give Me Peace On Earth [#29 Đức, #7 Belgium]
- 1986 Lonely Tears in Chinatown [#9 riêng cho Tây Ban Nha]
- 1987 Jet Airliner [#7 Đức, #16 Nam Phi, #3 Tây Ban Nha]
- 1987 In 100 Years [#30 Đức, #18 Nam Phi]
- 1998 You're My Heart, You're My Soul '98 [#2 Đức, #5 Liban, #8 Ireland]
- 1998 Brother Louie '98 [#16 Đức, #1 Argentina, #8 Liban, #2 Pháp]
- 1998 Cheri Cheri Lady '98 [#1 Argentina\Air Play chart, #20 Hồng Kông\Air Play Chart]
- 1999 You Are Not Alone [#7 Đức, #5 Tây Ban Nha, #13 Pháp, #10 Nhật Bản /Airplay top 100, #15 Thuỵ Điển, #36 Brazil]
- 1999 Sexy Sexy Lover [#16 Đức, #20 Argentina, #25 Thuỵ Điển]
- 2000 China in Her Eyes [#8 Đức, #6 Tây Ban Nha, #26 Thuỵ Điển]
- 2000 Don't Take Away My Heart [#41 Đức, #8 Hungary]
- 2001 Win the Race [#5 Đức, #1 Rumani, #16 Argentina, #36 Thuỵ Điển]
- 2001 Last Exit to Brooklyn [#37 Đức, #7 Nga]
- 2002 Ready for the Victory [#7 Đức, #9 Nga, #11 Tây Ban Nha, #13 Hàn Quốc]
- 2002 Juliet [#25 Đức, #4 Paraguay, #10 Nga]
- 2003 TV Makes the Superstar [#2 Đức, #4 Nga, #11 bảng xếp hạng đĩa đơn châu Âu]

## Đĩa tổng hợp
- 1986 The Singles Collection
- 1987 The Modern Talking Story (Scandinavian Edition)
- 1988 Best Of Modern Talking
- 1988 You're My Heart, You're My Soul
- 1988 Romantic Dreams
- 1988 Greatest Hits Mix
- 1989 Hey You
- 1989 The Greatest Hits Of Modern Talking
- 1991 The Collection
- 1991 You Can Win If You Want
- 1994 You Can Win If You Want (re-release)
- 2000 You're My Heart, You're My Soul
- 2001 Selected Singles '85-'98
- 2001 The Very Best Of Modern Talking
- 2002 Best Of Modern Talking (re-release) [#14 Pháp]
- 2002 The Golden Years (3xCD)
- 2002 We Still Have Dreams – The Greatest Love Ballads Of Modern Talking
- 2003 Romantic Dreams (re-release)
- 2003 Let's Talking! … Best of Modern Talking
- 2002 The Final Album (2 CDs Ấn bản Nam Phi)
- 2003 Greatest Hits 1984-2002 (Ấn bản Hàn Quốc)